# Lose Control (EP)
Lose Control es el EP debut del cantante chino Zhang Yixing, miembro del grupo surcoreano EXO. El miniálbum fue publicado el 28 de octubre de 2016 a las 01:00am (KST) por S.M. Entertainment.

## Antecedentes
El 21 de septiembre de 2016, se anunció que Lay lanzaría su primer álbum en solitario en octubre. El sencillo «what U need?» fue publicado el 7 de octubre como un regalo de cumpleaños para los fanáticos de Lay. La canción alcanzó el número uno en la lista de música en tiempo real Alibaba en China y se posicionó en el número 60 en la lista de los Estados Unidos, iTunes, por lo que poner la primera artista chino que aparezca en el gráfico. 
El sencillo y el vídeo musical apareció en lo alto de las listas de música en China, Hong Kong, Japón, Malasia, Tailandia, Reino Unido, Turquía, Canadá y los Estados Unidos. El 21 de octubre se reveló que Lay lanzaría su primer miniálbum Lose Control el 28 de octubre en Corea del Sur y China y que el álbum se compone de 6 canciones en mandarín. Lay participó personalmente en la composición, arreglos y escribiendo las letras de todas las canciones.

## Promoción

### Lanzamiento
El 25 de octubre de 2016, S.M. Entertainment lanzó un teaser para el vídeo musical «Lose Control». «Lose Control» está disponible oficialmente el 28 de octubre a través de tiendas en línea y regulares.

### Conferencia de prensa
Lay sostuvo nueva conferencia de prensa sobre su álbum en Shanghai Town & Country Community en China a las 4pm el 27 de octubre.

### Actuación en vivo
Lay llevó a cabo «what U need?» por primera vez el 10 de octubre en 2016 Asia Song Festival en Busan, Corea del Sur.

## Lista de canciones
| N.º | Título                   | Letras           | Música                       | Duración |  |
| 1.  | «Lose Control (失控)»    | Lay (张艺兴)/CC  | Lay (张艺兴)/ DEVINE-CHANNEL | 3:29     |  |
| 2.  | «what U need?»           | Lay (张艺兴)/ CC | Lay (张艺兴)/ Devine-Channel | 3:55     |  |
| 3.  | «Tonight»                | Lay (张艺兴)     | Lay (张艺兴)                 | 3:33     |  |
| 4.  | «MYM»                    | Lay (张艺兴)     | Lay (张艺兴)                 | 4:04     |  |
| 5.  | «MYM» (Acoustic Version) | Lay (张艺兴)     | Lay (张艺兴)                 | 4:39     |  |
| 6.  | «Relax (守望)»           | Lay (张艺兴)     | Lay (张艺兴)                 | 4:21     |  |